# إلايزا ريتشي
الدكتورة إلايزا ريتشي (وُلدت في 20 مايو عام 1856 وتوفيت في 5 سبتمبر عام 1933)، من مناصرات حق المرأة في التصويت في مقاطعة نوفا سكوشا في كندا.

## سيرتها الذاتية
وُلدت ريتشي في 20 مايو عام 1856 في هاليفاكس، نوفا سكوشا. كانت ابنة جون ويليام ريتشي وأميليا ألمون. التحقت بجامعة دالهاوزي وحصلت على الدكتوراه في الفلسفة الألمانية من جامعة كورنيل في عام 1889، لتصبح إحدى أوائل النساء الكنديات الحاصلات على شهادة الدكتوراه. سافرت إلى لايبزيغ في ألمانيا وأوكسفورد في إنجلترا لمواصلة دراستها. درست في عدة جامعات في الولايات المتحدة قبل أن تعود إلى كندا في عام 1899.
ابتداءً من عام 1901، قدّمت محاضرة في الفلسفة في جامعة دالهاوزي. انضمت إلى شقيقتيها، إيلا ألمون وماري والكوت، كناشطة اجتماعية في هاليفاكس. شغلت منصب المديرة التنفيذية للمجلس المحلي للنساء في هاليفاكس، ومجلس مدرسة فيكتوريا للفنون. عملت ريتشي إلى جانب أغنيس دينيس وإديث أرشيبالد لأجل قضية حق المرأة في التصويت.
كتبت ريتشي كتابي The Problem of Personality في عام 1889 وSongs of the Maritimes في عام 1931.
كانت ريتشي رئيسة جمعية خريجات دالهاوزي. وفي عام 1919، تعينت في مجلس محافظي دالهاوزي، وهي أول امرأة تخدم فيه. في عام 1927 حصلت على شهادة فخرية من جامعة دالهاوزي، لتصبح أول امرأة تحصل على هذا الشرف.
لم تتزوج ريتشي قط. وتوفيت في 5 سبتمبر عام 1933 في هاليفاكس.

## الإرث
سميت قاعة إلايزا ريتشي في سكن جامعة دالهاوزي نسبةً لها. توجد أيضًا نافذة زجاجية ملونة في كنيسة القديس بولس (هاليفاكس) مخصصة لها ولشقيقاتها.